# Selenops radiatus fuscus
Selenops radiatus là một loài nhện trong họ Selenopidae.
Loài này thuộc chi Selenops. Selenops radiatus fuscus được miêu tả năm 1926 bởi Franganillo.